# Austria en los Juegos Europeos de Cracovia 2023
Austria participó en los Juegos Europeos de Cracovia 2023 con un equipo de 173 deportistas. Responsable del equipo nacional fue el Comité Olímpico Austríaco.

## Medallistas
El equipo de Austria obtuvo las siguientes medallas:
| Nombre                                                              | Deporte               | Competición                       |
| ------------------------------------------------------------------- | --------------------- | --------------------------------- |
| Oro                                                                 |                       |                                   |
| Lukas Knapp                                                         | Escalada              | Velocidad M                       |
| Bettina Plank                                                       | Karate                | Kumite –50 kg F                   |
| Anna-Maria Alexandri Eirini-Marina Alexandri                        | Natación sincronizada | Dúo técnico F                     |
| Anna-Maria Alexandri Eirini-Marina Alexandri                        | Natación sincronizada | Dúo libre F                       |
| Daniel Tschofenig                                                   | Salto en esquí        | Trampolín normal individual M     |
| Jacqueline Seifriedsberger                                          | Salto en esquí        | Trampolín normal individual F     |
| Marita Kramer Jan Hörl Jacqueline Seifriedsberger Daniel Tschofenig | Salto en esquí        | Trampolín normal por equipo mixto |
| Plata                                                               |                       |                                   |
| Mona Mitterwallner                                                  | Ciclismo de montaña   | Campo a través F                  |
| Felix Oschmautz                                                     | Piragüismo en eslalon | K1 cross M                        |
| Jan Hörl                                                            | Salto en esquí        | Trampolín normal individual M     |
| Jan Hörl                                                            | Salto en esquí        | Trampolín grande individual M     |
| Andreas Thum Sheileen Waibel                                        | Tiro                  | Rifle 3 posiciones 50 m mixto     |
| Julia Hauser                                                        | Triatlón              | Individual F                      |
| Bronce                                                              |                       |                                   |
| Victoria Hudson                                                     | Atletismo             | Jabalina F                        |
| Lil Zoo                                                             | Breakdancing          | Individual M                      |
| Mathias Posch                                                       | Escalada              | Dificultad M                      |
| Marita Kramer                                                       | Salto en esquí        | Trampolín normal individual F     |
| Alexander Schmirl                                                   | Tiro                  | Rifle 3 posiciones 50 m M         |
| Equipo                                                              | Tiro                  | Rifle 10 m por equipo M           |